# Swanton Morley
Swanton Morley – wieś w Anglii, w hrabstwie Norfolk, w dystrykcie Breckland. Leży 24 km na północny zachód od Norwich i 154 km na północny wschód od Londynu. W 2001 miejscowość liczyła 2415 mieszkańców.